# Opoka (Mściszewice)
Opoka (kaszb. Opokô) – nieoficjalny przysiółek wsi Mściszewice w Polsce położona w województwie pomorskim, w powiecie kartuskim, w gminie Sulęczyno.
Miejscowość leży na Pojezierzu Kaszubskim.
Osada wchodzi w skład sołectwa Mściszewice.
W latach 1975–1998 miejscowość administracyjnie należała do województwa gdańskiego.